# SN 2001dm
SN 2001dm – supernowa typu Ia odkryta 7 sierpnia 2001 roku w galaktyce NGC 749. W momencie odkrycia miała maksymalną jasność 15,40m.